# Mount Goodwin
Mount Goodwin ist ein felsiger Berg im westantarktischen Ellsworthland. Er ist nach Mount Tidd der zweithöchste Berg der Pirrit Hills.
Seine Position wurde am 7. Dezember 1958 von der US-amerikanischen Ellsworth-Byrd Traverse Party bestimmt und er nach Robert J. Goodwin benannt, Glaziologe dieser Mannschaft.